# إيفلين ماثيسون
إيفلين ماثيسون (بالإنجليزية: Eve Matheson)‏ هي ممثلة بريطانية، ولدت في مارس 1960 في هامرسميث في المملكة المتحدة.

## وصلات خارجية
- إيفلين ماثيسون على موقع IMDb (الإنجليزية)
- إيفلين ماثيسون على موقع ألو سيني (الفرنسية)
- إيفلين ماثيسون على موقع أول موفي (الإنجليزية)
- إيفلين ماثيسون على موقع قاعدة بيانات الفيلم (الإنجليزية)
- إيفلين ماثيسون على موقع كينوبويسك (الروسية)